# 劳动党 (斯洛伐克)
劳动党，又称斯洛伐克社会民主，是捷克斯洛伐克历史上的一个社会民主主义政党，仅活动于斯洛伐克。1946年3月，该党在布拉迪斯拉发成立。该党曾加入民族阵线。1948年二月事件发生后，该党于同年4月解散。